# Drepanogynis protactosema
Drepanogynis protactosema är en fjärilsart som beskrevs av Louis Beethoven Prout 1932. Drepanogynis protactosema ingår i släktet Drepanogynis och familjen mätare. Inga underarter finns listade i Catalogue of Life.